# Babaef
Babaef (également connu sous le nom de Khnoumbaf) est un vizir de la fin de la IVe dynastie. Il est probablement le fils du vizir Douaenrê et donc un petit-fils de Khéphren. Il a servi de vizir sous le règne de son cousin Chepseskaf.

## Tombeau
Le tombeau de Babaef est connu sous le nom de G 5230 (= LG 40). Dans la tombe, Babaef est décrit avec de nombreux titres :
- fils du roi de son corps,
- prince héréditaire,
- comte,
- unique compagnon,
- surveillant de toutes les œuvres royales,
- directeur du palais,
- juge en chef et vizir,
- chef-prêtre-lecteur,
- prêtre d'Horus de Tehenu (Libye),
- grand de censure,
- serviteur du trône,
- prêtre de l'ornement akes,
- prêtre de Hepwy,
- prêtre d'Horus-Shewa (?),
- secrétaire des écrits sacrés,
- ancien de la maison snwt,
- khet-prêtre du Grand.

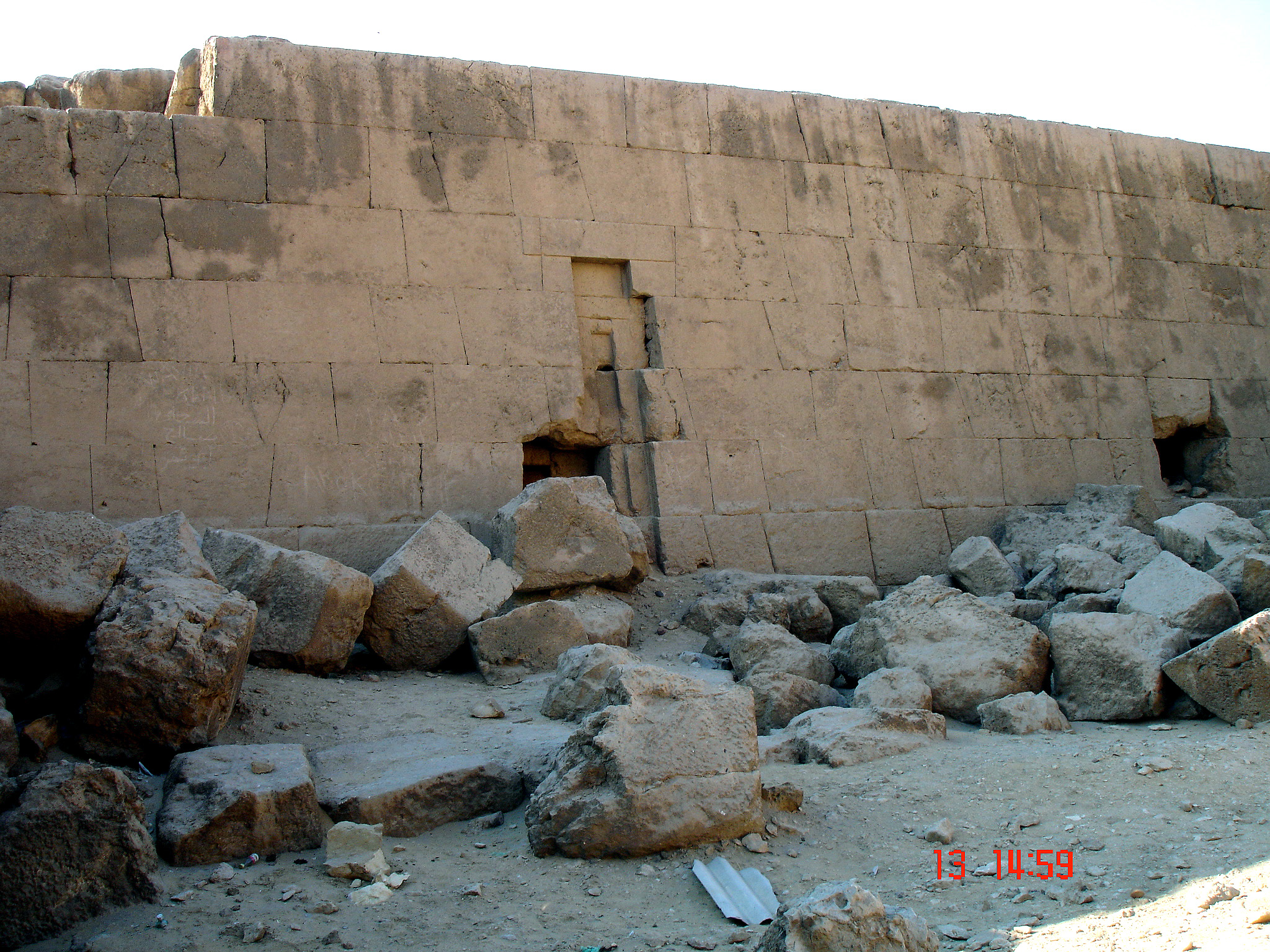
Le tombeau G 5230 de Babaef.

Le tombeau a été fouillé en 1914 et plusieurs grandes statues de calcaire ont été trouvées dans le serdab. Au cours des fouilles, de nombreux autres fragments de statue ont été trouvés dispersés à l'ouest du tombeau. Les matériaux comprenaient du granit, de la diorite et de l'albâtre. Les fragments ont pu être identifiés comme appartenant à Babaef en raison des inscriptions trouvées. Beaucoup de statues étaient sans tête mais finalement au moins certaines des statues ont pu être reconstruites.